# 苯基三氯化碲
苯基三氯化碲是一种有机化合物，化学式为C6H5TeCl3。它可由氯化苯基汞、四苯基锡或三甲基硼和四氯化碲反应得到。它是三斜晶系晶体，空间群P1，通过氯桥连接形成二聚结构。